# Ловинфосс, Лола
Лола Ловинфосс (род. 17 октября 2005, Руан, Франция) — французская автогонщица. В настоящее время выступает в Академии F1 за команду Campos Racing.

## Карьера

### Картинг
Ловинфосс начала свою карьеру в картинге в 2018 году, выступая в классе X30 Junior на Зимнем кубке IAME. В 2019 году выступала в категории OK Junior и участвовала, среди прочего, в чемпионатах мира и Европы, Евросерии WSK и Кубке чемпионов WSK. Её лучшим результатом в том году было восьмое место в Trofeo Andrea Margutti. В 2020 году она выступала в классе OK на чемпионатах мира и Европы, серии WSK Super Master Series и Кубке чемпионов WSK.

### Формула-4
В 2021 году Ловинфосс перешла в формульные гонки, в которых она выступала за команду Drivex School в Испанской Формуле-4. У неё был сложный сезон, в котором её лучшим результатом было тринадцатое место на трассе Алгарве. Она заняла 23-е место в турнирной таблице с одним очком. Она также прошла квалификацию на женский трофей, в котором также участвовала Эмели де Хеус. В этом классе она выиграла 13 гонок из 21, но из-за нескольких сходов с дистанции всё же финишировала позади де Хейс.
С 31 января по 4 февраля 2022 года Ловинфосс участвовала в тестах W Series в Аризоне, США, вместе с 14 другими потенциальными гонщицами. Также в 2022 году Ловинфосс осталась в Испанской Формуле-4. Изначально она должна была выступать за GRS Racing, но незадолго до начала сезона перешла в Teo Martin Motorsport. Она снова не смогла получить очки: два девятнадцатых места в Хересе и в Валенсии были её лучшими результатами. Она покинула Испанскую Формулу-4 после четырёх из семи этапов, снова не набрала очков и заняла 37-е место в турнирной таблице. Несмотря на это, она выиграла женский трофей, в котором, помимо Аурелии Нобельс, которая участвовала в гонках только один уик-энд, ей начислялись очки.

### Академия F1
В 2023 году Ловинфосс перешла в Академию F1, новую гоночную серию для женщин, организованную Формулой-1, в которой выступает за команду Campos Racing.